# Anachronox
Anachronox es un videojuego de rol de 2001 producido por Tom Hall y el estudio de juegos Dallas Ion Storm. El juego se centra en Sylvester "Sly Boots" Bucelli, un investigador privado decadente que busca trabajo en los barrios bajos de Anachronox, un planeta que alguna vez estuvo abandonado cerca del centro de la puerta de enlace de la galaxia. Viaja a otros planetas, reúne un grupo de amigos poco probable y desentraña un misterio que amenaza el destino del universo. La historia de ciencia ficción del juego estuvo influenciada por el cyberpunk, el cine negro y el humor poco convencional. La historia presenta el tema de trabajar a través de los problemas del pasado y termina con un gran suspenso.
La jugabilidad de Anachronox se basa en turnos; el jugador controla un grupo de hasta tres personajes mientras exploran un entorno 3D de ciudades futuristas, naves espaciales y áreas al aire libre. Las inspiraciones para el juego incluyen videojuegos de rol más antiguos como Chrono Trigger y la serie Final Fantasy, el animador Chuck Jones y la novela Ender's Game. El juego fue construido con una versión muy modificada del id Tech 2 de id Software, reescrito principalmente para permitir una paleta de colores más amplia, animaciones emotivas y expresiones faciales, mejor iluminación, efectos de partículas y efectos de cámara. 
El desarrollo de Anachronox fue largo y difícil, originalmente planeado para un lanzamiento del tercer trimestre de 1998. Fue lanzado en todo el mundo en junio de 2001 para Microsoft Windows. Tom Hall planeó crear una secuela con el abundante contenido eliminado durante la producción. Los críticos disfrutaron del juego y le otorgaron altas calificaciones por su diseño e historia. Las oficinas de Ion Storm en Dallas se cerraron solo unos días después del lanzamiento del juego. En 2002, el director cinematográfico de Anachronox, Jake Hughes, unió el metraje del juego y algunas de las escenas cortadas del juego para crear una película de larga duración para el sitio Machinima.com.
- Datos: Q483454